# Pseudosparianthis ravida
Pseudosparianthis ravida là một loài nhện trong họ Sparassidae.
Loài này thuộc chi Pseudosparianthis. Pseudosparianthis ravida được Eugène Simon miêu tả năm 1897.